# Eddy Lamie
Eddy Lamie, né le 20 juin 1959 à Pointe-à-Pitre, est un ancien joueur de basket-ball français, évoluant au poste de numéro 4. Il mesure 2,02 m.

## Carrière
- 1979-1981 :  Stade français (basket-ball) (Nationale 1)
- 1981-1984 :  ASPO Tours (Basket-ball) (Nationale 1)
- 1984-1988 :  ASVEL Villeurbanne (Nationale 1)
- 1989-1990 :  BCM Gravelines  (N 1 A)

## Palmarès
- Finaliste du championnat de France en 1985, 1986 avec l'ASVEL